# Hentziectypus hermosillo
Espèce
Synonymes
- Achaearanea hermosillo Levi, 1959

Hentziectypus hermosillo est une espèce d'araignées aranéomorphes de la famille des Theridiidae.

## Distribution
Cette espèce est endémique du Sonora au Mexique,.

## Description
Le mâle holotype mesure 1,9 mm et les femelles de 1,6 à 1,9 mm.

## Étymologie
Son nom d'espèce lui a été donné en référence au lieu de sa découverte, Hermosillo.

## Publication originale
- Levi, 1959 : The spider genera Achaearanea, Theridion and Sphyrotinus from Mexico, Central America and the West Indies (Araneae, Theridiidae). Bulletin of the Museum of Comparative Zoology, vol. 121, no 3, p. 57-163 (texte intégral).